# Fort reditowy 7 „Za Rzeką”
Fort reditowy 7 „Za Rzeką” („Bronowice”) – zabytkowy fort reditowy należący do Twierdzy Kraków, znajdujący się przy ul. Rydla w Krakowie, wpisany do rejestru zabytków nieruchomych województwa małopolskiego.
Powstał w latach 1857–1865 na miejscu szańca typu FS (Feuerschanze) z 1854 roku. W 1888 roku na wale dobudowano poprzecznice, a w 1909 wzniesiono w lewym barku i szyi tradytor.
Narys bastionu. Wał ziemny ze stokiem omurowanym cegłą. Na wale poprzecznice. Fosa klasyczna. W fosie dwie kaponiery typu kocie uszy.
W centrum redita ceglana, jednokondygnacyjna, rzut podkowiasty. Redita posiadała taras pokryty płaszczem ziemnym z przedpiersiem. Otoczona obszernym dziedzińcem i wałem. Linia szyi włamana na osi symetrii. Zachował się most zwodzony w bramie redity.
Fort przez cały XX i początek XXI wieku był własnością wojska i służył jako magazyn. Przez długi czas pozostawał w rękach Agencji Mienia Wojskowego i nie był dostępny publicznie, a od 13.09.2021 jego właścicielem jest Uniwersytet Komisji Edukacji Narodowej w Krakowie.